# Sojuz TMA-3
Sojuz TMA-3 (ros. Союз ТМА-3) – rosyjska załogowa misja kosmiczna, stanowiąca siódmą wizytę pojazdu Sojuz na pokładzie  Międzynarodowej Stacji Kosmicznej i trzeci lot jej najnowszej wersji, Sojuz-TMA.
Dowódcą pojazdu był Kaleri (Rosja), inżynierem pokładowym Foale (USA), a Doque (Hiszpania) pełnił rolę drugiego inżyniera. Astronauci zmienili na pokładzie dotychczasową załogę stacji i zamienili się rolami - dowódcą załogi stacji został Foale, a Kaleri - inżynierem pokładowym. Foale stał się pierwszym Amerykaninem, który służył na pokładzie zarówno Międzynarodowej Stacji Kosmicznej, jak i stacji kosmicznej Mir. Pedro Duque wykonał na pokładzie serię firmowanych przez ESA eksperymentów pod nazwą Cervantes i powrócił na Ziemię z siódmą załogą stacji na pokładzie kapsuły Sojuz TMA-2.